# Diedrich Lahusen
Diedrich Lahusen (* 22. Dezember 1852 in Bremen; † 25. April 1927) war ein deutscher Jurist und hochrangiger Richter.

## Familie
Sein Vater war der Unternehmer Christian Lahusen, der Gründer der Nordwolle AG; seine Mutter Anna war die Tochter des Bremer Bürgermeisters Diederich Meier. Gustav Lahusen und Johann Carl Lahusen waren seine Brüder. Sein Sohn war der Historiker Johannes Lahusen (1884–1918). Seine Tochter Henny heiratete Herbert Stadler. 

## Leben
Nach dem Studium wurde er 1876 Rechtsanwalt. 1879 wechselte er auf die Richterbank. 1893 wurde er zum Oberlandesgerichtsrat befördert. 1897 wurde er an das Reichsgericht berufen. Er gehörte dem I. Zivilsenat des Reichsgerichts an und trug den Titel Reichsgerichtsrat. Am 15. Januar 1899 erhielt er den preußischen Roten Adlerorden IV. Klasse verliehen. Am 1. Juni 1900 trat er im Alter von 47 Jahren in den Ruhestand. In Freiburg im Breisgau auf dem Lorettoberg ließ Lahusen 1903 die Villa „Haus Sonneck“ (Mercystraße 22) nach Entwurf der Bremer Architekten Eduard Gildemeister und Wilhelm Sunkel bauen. Er wohnte zeitweise auch in der Wohnhausgruppe Blumenthalstraße in Bremen.